# Стефан Гошев
Стефан Гошев е български революционер, деец на Вътрешната македоно-одринска революционна организация.

## Биография
Гошев е роден в 1859 година в леринското село Долно Котори, тогава в Османската империя, днес Идруса, Гърция. Доброволец е в Сръбско-българската война в 1885 година. Завръща се в родното си село и оглавява борбата за българска църква и училище срещу ширещия се елинизъм - изгонва гръцките учители и свещеници и основава българско училище и църква. Става член на ВМОРО. В 1903 година по време на Илинденско-Преображенското въстание е районен началник и селски войвода на родното си село.
Умира на 11 май 1932 година в София.